# Elassogaster linearis
Elassogaster linearis är en tvåvingeart som först beskrevs av Walker 1849.  Elassogaster linearis ingår i släktet Elassogaster och familjen bredmunsflugor. Inga underarter finns listade i Catalogue of Life.